# Tortue géante
Famille

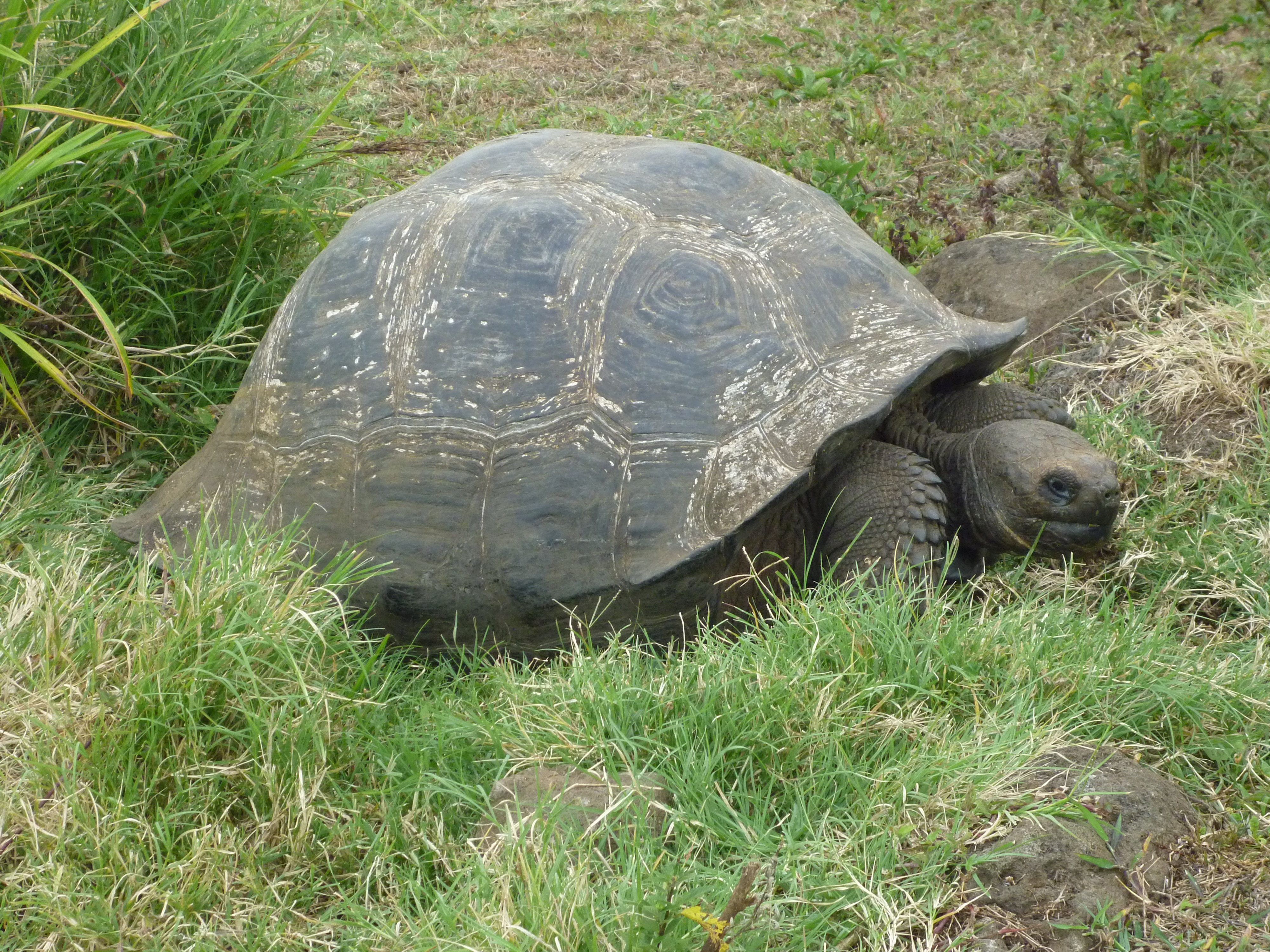
Tortue géante des Galápagos, Île Santa Cruz (îles Galápagos)

Les tortues géantes sont des reptiles trouvés sur deux groupes d’îles tropicales : Aldabra aux Seychelles et les Îles Galápagos en Équateur (une population aux îles de Mascareignes a été exterminée avant les années 1900).

## Description
Ces tortues terrestres peuvent peser jusqu’à 417 kg (919 livres) et peuvent atteindre plus de 1,5 mètre (5 pieds) de longueur. Les tortues géantes, à l’origine, ont fait leur chemin vers les îles par le territoire continental ; les tortues géantes d’Aldabra et de Mascareignes sont rattachées aux tortues de Madagascar tandis que les tortues géantes des Galápagos sont rattachées aux tortues du territoire principal Équatorien. Ce phénomène de croissance excessive est connu sous le nom de gigantisme insulaire. Il se produit lorsque la taille des animaux, qui sont isolés sur une île, augmente considérablement par rapport à leurs parents du territoire continental. Ce phénomène est causé par plusieurs facteurs, comme le manque de prédateurs, la libération concurrentielle ou à une adaptation de l’augmentation des fluctuations environnementales sur les îles,.
Ces animaux appartiennent à un ancien groupe de reptiles, apparu il y a environ 250 millions d’années. Lors du Crétacé supérieur, il y a 70 ou 80 millions d’années, certains étaient déjà devenus gigantesques. Il y a environ 1 million d’années, les tortues ont atteint les Îles de Galápagos. La plupart des espèces gigantesques ont commencé à disparaître il y a environ 100 000 ans. Il y a seulement 250 ans, il y avait au moins 20 espèces et sous-espèces dans les îles de l’océan Indien et 14 ou 15 sous-espèces sur les Îles Galápagos.

## Histoire
Bien que souvent considérées comme des exemples de gigantisme insulaire, avant l'arrivée de l'Homo sapiens, les tortues géantes pouvaient également être retrouvées sur des îles plus accessibles et parfois dans des endroits autres que des îles. Au cours du Pléistocène et surtout au cours des 50 000 dernières années, les tortues terrestres de la partie continentale de l'Asie du Sud (Testudo atlas), de l'Amérique du Nord et du Sud, de l’Australie (Meiolania), de l'Indonésie, de Madagascar (Dipsochelys) et même de l'île de Malte ont disparu. Cependant, les tortues géantes de l'Afrique se sont éteintes un peu plus tôt, au cours du Plaisancien. Bien que le moment de la disparition de diverses espèces de tortues géantes semble être en corrélation avec l'arrivée de l'homme, une preuve directe de l'implication humaine dans ces extinctions est généralement manquante. Cependant, une telle preuve a été obtenue dans le cas de Meiolania damelipi au Vanuatu,. Une relique intéressante est la coquille d'une tortue géante éteinte qui fut retrouvée dans une doline submergée en Floride avec une lance en bois la transperçant, le carbone était daté d’il y a 12 000 ans.
Aujourd'hui, seule l'une des espèces de l'océan Indien survit à l'état sauvage, la tortue géante des Seychelles (deux autres sont revendiquées d'exister au sein des populations captives ou remises en liberté, mais certaines études génétiques ont mis en doute la validité de celles-ci en tant qu'espèces distinctes) et 10 autres espèces existantes sur les Îles Galápagos.
Aux îles Canaries, deux espèces de tortues géantes se sont éteintes : Geochelone burchardi et Geochelone vulcanica. Il s'agissait de grandes tortues, semblables à celles qui existent dans certaines régions océaniques comme les îles Galápagos dans l'océan Pacifique, et l'archipel des Seychelles dans l'océan Indien.

## Espérance de vie
Les tortues géantes font partie des animaux vivants ayant l'une des plus grandes espérances de vie au monde, avec une durée de vie moyenne de 100 ans ou plus,. La tortue étoilée de Madagascar, Tu'i Malila, avait 188 ans lors de sa mort aux Tonga en 1965. L'Australia Zoo a annoncé que Harriet (que l'on croyait initialement être l'une des trois tortues des Galápagos rapportées en Angleterre du voyage de Charles Darwin avec le HMS Beagle mais il fut révélé plus tard que celle-ci était originaire d’une île n'ayant pas été visité par Darwin) était âgée de 176 ans quand elle est morte en 2006. De plus, le 23 mars 2006, une tortue géante des Seychelles nommée Adwaita est morte aux Jardins zoologiques d’Alipore à Calcutta. Elle a été amenée au zoo au cours des années 1870 en provenance du domaine de Robert Clive et l'on pense qu'elle avait environ 255 ans lors de sa mort. À l’époque de sa découverte, les tortues géantes étaient capturées en tant que nourriture, et ce en si grande quantité qu’elles sont devenues pratiquement éteintes dans les années 1900. Les tortues géantes sont maintenant sous de strictes lois de conservation et catégorisées comme espèce menacée.
En 2018, l'analyse génétique de tortues géantes à forte longévité a permis la comparaison de ces génomes avec ceux d'espèces apparentées. Elle met en évidence des variations spécifiques affectant les gènes liés à la réparation de l'ADN, des médiateurs de l'inflammation et des oncogènes.